# Перська мова
Пе́рська мо́ва, або фарсі́ (فارسی МФА: [fɒːrˈsi], Fārsi) — південно-західна іранська мова індоіранської гілки індоєвропейської сім'ї, основна сучасна наступниця давньоперської мови. Поширена в Ірані, Афганістані (офіційно знана як дарі від 1958 року через політичні причини), Таджикистані (офіційно знана як таджицька з часів встановлення радянської влади через політичні причини) та деяких інших регіонах. Афганська мова дарі була сильно змішана такими мовами, як монгольська. Термін фарсі здебільшого вживають саме як протиставлення цим літературним стандартам, оскільки всі три мови нерідко об'єднують поняттям перська мова.
Сучасна перська мова використовує арабське письмо з додаванням чотирьох спеціальних букв для властиво перських звуків, що не мають аналогів в арабській. Хоч ядро лексики складають іранські слова, але є дуже багато запозичень, особливо з арабської (40 % усіх слів), також є численні запозичення з тюркських мов, зокрема турецької; французької мови, останні десятиліття найбільше запозичень здійснюється з англійської мови. У Таджикистані на письмі використовують кирилицю (з 1938 року).
Літературна фарсі сформувалася протягом останніх 70-80-х років XX ст. на основі розмовних перських діалектів та класичної фарсі-дарі, що була тією основою, на якій розвинулися також таджицька та афганська дарі (або дарі-кабулі). Оскільки в основі цих трьох літературних традицій лежить давньоперська література, то їх носії вважають своїм весь літературний спадок, написаний фарсі-дарі — твори Рудакі, Фірдоусі, Омара Хаяма, Сааді, Гафіза, Румі, Джамі та інших.
Сучасна перська мова відрізняється від класичної на усіх мовних рівнях — за фонетикою, морфологією, синтаксисом, лексикою. В основі усної форми літературної мови лежить тегеранський діалект, в багатьох випадках його використовують, навіть якщо це суперечить нормам літературної мови. Також відомі інші перські діалекти: Кермана, Ісфагана, Новгана (Мешгеда), Бірдженда, Сістана, Себзевара тощо. В цілому діалекти мало вивчені, деякі з них помітно різняться між собою і, на думку деяких лінгвістів, є по суті окремими близькоспорідненими мовами, в яких збігається літературна форма, але різне живе розмовне мовлення.

## Генетична класифікація
Перська мова належить до південно-західної підгрупи іранської групи індоєвропейської мовної сім'ї. Найближчими родичами цієї мови є луро-бахтіярські діалекти, які, можливо, розвинулися з ранньої новоперської мови (VII—VIII ст.), а також татська мова, поширена в Азербайджані. Кілька віддаленіших родичів мови фарсі — давні діалекти Фарсу, діалекти Лурестану та башкарді, що, як і перська, походять з средньоперської мови.

## Історія
Історія перської мови знана впродовж понад 2,5 тисяч років. Її поділяють на три основні періоди:
- давньоперська мова зафіксована в 6-4 сторіччях до н. е., це мова часів імперії Ахеменідів;
- середньоперська мова 3-4 сторіччя до н. е. — 8-9 сторіччя н. е.;
- новоперська мова це власне класична перська (фарсі-дарі) та сучасна перська мова (фарсі), з 8-9 сторіччя до наших часів.

З часом в перській мові дуже сильно змінилися фонетична, граматична та лексична системи — з флективної давньоперської мови до сучасної аналітичної.
Давньоперська мова була поширена на південному заході Ірану в I тисячолітті до н. е.; була рідною мовою правителів Ахеменідської (Давньоперської) держави. Для письма використовувався клинопис. В той самий час розвивалася і споріднена давньоперській — авестійська мова (поч. I тис. до н. е.). Середньоперська мова (пехлеві) була продовженням давньоперської в I тисячолітті н. е.; була офіційною мовою держави Сасанідів.
Після завоювання Ірану арабами (VII століття н. е.) збереглася в зороастрійських громадах Ірану та в персів Індії. Для письма використовувалися варіанти арамейської графіки. Новоперська мова, знана з IX століття, використовує модифіковану арабську графіку. Після ісламізації Ірану перська мова швидко стала другою за значенням літературною мовою ісламського світу. Перською мовою створена класична середньовічна література (Фірдоусі, Рудакі, Гафіз, Омар Хаям), досі ці твори в Ірані вважаються еталоном перської мови. Перська мова широко використовувалася не лише в Персії, але й на всьому Близькому Сході, а також у Закавказзі, Середній Азії, Індії. Мова фарсі в XI столітті витісняє місцеві діалекти на заході Ірану, тобто стає спільною літературною мовою іранців. У подальші історичні періоди (сельджуцький — XI–XII і монгольський — XIII-XIV століття) перська стає літературною мовою великих територій, що виходили за межі сасанідського Ірану. Перська мова — мова літератури Азербайджану в період XI–XII століть (Хакані, Нізамі). Мова літератури феодальних верхів тюркської Середньої Азії, разом із чагатайською з XV століть (Алішер Навої). До XIII століття також був мовою літератури й у сельджуцькій Малій Азії (Рум). З XI століття перська стала мовою літератури й мусульманської частини Індії, аж до переходу літератури на національні новоіндійські мови гінді та урду, тобто до XVIII сторіч. До нашого часу перська збереглася в Індії. Впродовж довгого часу в тюркських країнах Сходу зберігала значення другої літературної мови. Література перською була широко знана у християнських літературах грузинського та вірменського середньовіччя.
Упродовж тисячолітньої історії новоперська мова зазнавала потужного впливу арабської мови (що менше помітно в класичних поетів): з арабської активно запозичувалися не тільки слова, але й продуктивні словотворчі моделі, граматичні елементи, фразеологізми та сталі формули, особливо в офіційній та науковій мовах. Навіть багато одвічних слів змінили свій фонетичний склад під арабським впливом (починаючи з самого слова fârsi, замість pârsi). У XIX столітті почалися запозичення з західноєвропейських мов (французької та англійської).
В 1930-і роки після встановлення націоналістичної ідеології шаха Реза Пехлеві була створена Академія перської мови, яка прагнула до «очищення» мови від арабізмів і західноєвропейських слів, відновлення та винаходу нових слів з перським коренем. Після зречення шаха в 1941 році ця діяльність зійшла нанівець. Ненадовго відновив реформи його син Мохаммед Реза-шах у 1970-і роки. Після Ісламської революції у 1979 процес «очищення» мови припинився, арабізми і західні запозичення знову широко вживаються. У 1990 році створена нова Академія перської мови та літератури, що вже опублікувала 6 збірників неологізмів.
Сучасна літературна перська мова значно відрізняється від класичної фактично на всіх мовних рівнях — у фонетиці (в основному у вокалізмі), в морфології, у синтаксисі, в лексиці. Спостерігається тенденція зближення літературної мови з розмовною мовою, яку можна прослідкувати в творчості іранських письменників з початку XX століття.

## Поширення і діалекти

### Діалекти

Поширення персо-таджицьких діалектів

Відмінності між розмовними формами перської мови безперечно існували вже в епоху становлення новоперської літературної норми, а надалі внаслідок політичної роздробленості та величезного простору, охопленого експансією розмовної перської, вони тільки наростали. Проте завдяки стійкості та уніфікованості писемної традиції до XIX століття регіональні відмінності в літературній мові були незначні, а локальні відмінності у розмовній мові можна простежити тільки на підставі діалектних форм, які зрідка потрапляли в літературні твори.
Великий масив персо-таджицьких говірок, що простягнувся від Перської затоки до Ферганської долини до кінця не описаний і не класифікований через слабкий розвиток діалектології в Ірані та Афганістані та відсутність описів багатьох діалектів. Загалом він може бути розділений на західний фарсі Ірану і східний фарсі, що лежить в основі таджицької мови та дарі, а також деякі перехідні групи:
- Діалекти західного фарсі поширені насамперед у центральних останах Ірану (в так званому «Перському Іраку»: Хамадан , Казвін, Меркез (або власне Ерак), Кум, Тегеран, Ісфахан, Керманшах). До них належить і провідний діалект Ірану — Тегеранський.
  - З південного сходу з ними межують діалекти Єзду та Керману
  - З півдня — діалекти міст Фарсу (Шираз, Казерун).
  - Діалекти Хузестану та узбережжя Перської затоки (Бандар) помітно відрізняються від стандартного фарсі, наближаючись до луро-бахтіярських[2].
- Діалекти Хорасану: від Тегерану до афганського кордону. Перехідна група до східних варіантів фарсі, до якої також близькі діалекти Кухістану (Південний Хорасан), Систану (кордон Ірану та Афганістану) і далі західні діалекти Афганістану: Герату (фарсіванів), хазарейців («мова хозарів»), чараймаки. На півдні з Сістаном межують діалекти персомовної групи белуджів, які називаються дехварі (Іранський і Пакистанський Белуджистан)
- Діалекти таджиків поширені на сході та півночі Афганістану (з провідним діалектом Кабула), а також на заході Пакистану. Далі на північ вони переходять у діалекти Таджикистану й окремими анклавами в Узбекистані (Бухара, Самарканд, Нурота, Чуст та ін.)

Оскільки в XX столітті на базі загальноперської мови склалася діасистема з трьох національних мов, діалекти зазвичай поділяються за мовами тих країн, де вони побутують, попри те, що кордони держав практично не відповідають кордонам діалектних груп:
- Фарсі (іранський фарсі) об'єднує говірки Ірану, а також країн Перської затоки
- Дарі об'єднує говірки Афганістану, а також Пакистану.
- Таджицька мова об'єднує говірки Таджикистану, а також Узбекистану.

Усі три літературні норми, хоч і виявляють розбіжності насамперед у лексиці, фонетиці та меншою мірою в граматиці, відрізняються помітним консерватизмом, тож освічені носії в Ірані, Афганістані й Таджикистані можуть зазвичай вільно розуміти один одного. Водночас щоденні локальні говірки можуть відрізнятися досить істотно, особливо це стосується крайніх діалектів персо-таджицького континууму (західноіранських і північнотаджицьких).

### Кількість носіїв
У сучасному Ірані перська мова — єдина офіційна мова країни і головна мова навчання в закладах освіти. Всього в Ірані проживає більше 75 млн ос., більшість з яких володіє перською принаймні як другою мовою. Рідною мовою фарсі є принаймні для половини населення країни. Персами (перс. فارسیزبانان «персомовні») вони називаються за мовною ознакою. Інші оцінки, що враховують асиміляцію неперських груп, сягають 63 %
Як мова міжетнічного спілкування, літератури, ЗМІ та інших сфер суспільного життя, фарсі є другою мовою для представників інших народів Ірану: як іраномовних (курдів, лурів, белуджів, мазендеранців тощо), так і неіраномовних (азербайджанців, арабів, туркменів, вірменів та ін.) Невеликі групи переселенців-персів, що натуралізувалися, («ірані») поширені також в країнах Перської затоки: Бахрейну, Іраку, Оману, Ємена, ОАЕ (аджам), а також в Туреччині, Пакистані, Афганістані, Азербайджані, Середній Азії (середньоазійські іранці)

## Фонетика

Голосні сучасної перської мови

Перська мова має 6 голосних фонем — i, e, ä, å, o, u, 2 дифтонги — o͡u, e͡i та 22 приголосні фонеми.

### Голосні
У сучасній мові протиставлення по довготі змінилося фонологічним протиставленням за якістю, що доповнюється протиставленням за стійкістю — нестійкістю в слабкій (ненаголошеній) позиції. У різних регіональних варіантах трансформація класичного вокалізму відбувалася неоднаково. В іранському фарсі нестійкі голосні відповідають коротким класичної мови, стійкі — довгим, при цьому відбувся збіг ē з ī і ō з ū:
Нестійкі голосні відрізняються від стійких тим, що сильніше зазнають редукції в ненаголошеній позиції. В наголошеній позиції довгота нестійких практично не відрізняється від стійких. Голосний / ɒ / виступає як огублений задній звук, що сприймається україномовними практично як довгий / o /.

### Приголосні
Фонеми / p /, / t /, / k / мають тенденцію до аспірації, особливо перед наголошеними голосними і сонорними приголосними, а також у кінці слова: پول pul [p ʰ ul] 'гроші', توپ tup 'м'яч' [t ʰ up]. / k / і / ɡ / палаталізуются в кінці слова і перед голосними переднього ряду: گرگ gorg [ɡorɡʲ] 'вовк'. Дзвінкі приголосні на кінці слова практично не оглушують.
Крім того, фонеми / k / і / ɡ / мають тенденцію до задньопіднебінної вимови перед голосними [ā], [u], [o]. (Наприклад, так вимовляється перше / ɡ / в слові вовк — [ġorg ']).
У класичній перській мові, як і в сучасних таджицькій та дарі, розрізнялися дві увулярні фонеми: щілинна дзвінка / ʁ / (в питомих перських словах, арабізмах і тюркізмах) і проривна / q / (тільки в арабізмах і тюркізмах). У сучасному фарсі Ірану ці дві фонеми збіглися в одній, що транслітерується як q. Вона має два дзвінкі алофони: щілинний [ʁ] і проривний [ɢ]. Проривний варіант зустрічається на початку слова.
Гортанне зімкнення / ʔ / може зустрічатися в словах, запозичених з арабської.
|                        | Губно-губні | Губно-зубні | Ясенні | Заясенні | Средньоязичні | Задньоязичні | Увулярні | Гортанні |
| ---------------------- | ----------- | ----------- | ------ | -------- | ------------- | ------------ | -------- | -------- |
| Проривні               | p b         |             | t d    |          |               | k ɡ          | [ɢ]      | ʔ        |
| Африкати               |             |             |        | ʧ ʤ      |               |              |          |          |
| Носові                 | m           |             | n      |          |               | [ŋ]          |          |          |
| Сибілянтні фрикативи   |             |             | s z    | ʃ ʒ      |               |              |          |          |
| Несибілянтні фрикативи |             | f v         |        |          |               |              | χ ʁ      | h        |
| Апроксиманти           |             |             |        |          | j             |              |          |          |
| Бокові апроксиманти    |             |             | l      |          |               |              |          |          |
| Дрижачі                |             |             | r      |          |               |              |          |          |

### Наголос
Наголос в перській мові двокомпонентний — силовий (динамічний) і тонічний. Падає, як правило, на останній склад: خانه xâne «будинок», خانهها xânehâ «дому». Наголос на першому складі властивий деяким сполучникам і часткам (بلی bali «так», اگر agar «якщо» тощо.)
Завжди ненаголошені:
- Ізафет -e
- Невизначений артикль -i (зберігається в похідних з ним, наприклад, خیلی xe ili «дуже»)
- Енклітичні займенники,
- Післясклад -râ (зберігається в похідних з ним, наприклад, چرا č 'e' râ «чому»),
- Коротка дієслівна зв'язка,
- Сполучник و o «і»,
- Сполучник که ke «що»,
- Енклітичні сполучники й частки.

У дієслівних формах, що починаються з префіксів mi- і be-, основний наголос припадає саме на префікс, а другорядний — на особове закінчення: میروم míravàm «я йду».

## Граматика
Для морфології перської мови властивий аналітизм, відсутні граматичні категорії відмінка і роду.
Іменники мають категорії числа, визначеності і невизначеності (постпозитивний невизначений артикль -ī).
Дієслова мають категорії особи, часу, застави та способу. Всі дієслова відмінюються за єдиним типом відмінювання і за структурою поділяються на прості й складні.
Для зв'язку слів у реченні використовується ізафетна конструкція, прийменники, післясклад -rå та фіксований порядок слів. Підмет у перській мові знаходиться зазвичай на початку речення, присудок завжди в кінці речення, іменник, що визначається — перед означенням. У розмовній мові можливі інверсії.
Ізафетна конструкція є типом атрибутивного зв'язку, який уможливлює сполучення означуваного імені з постпозитивним означенням за допомогою енклітичного показника, що додається до означуваного імені. В ізафетній конструкції на першому місці знаходиться іменник, що визначається з ізафетним показником -e, за ним йде означення, якісне або за приналежністю: mard-e jäwan молодий чоловік, pul-e pedär гроші батька тощо.

## Лексика
Основу лексичного фонду перської мови складають слова, успадковані від средньоперської мови, серед яких є як стародавні індоєвропейські, індоіранські та загальноіранські, а також власне перські лексеми. У словнику середньоперської мови вже було доволі багато слів, запозичених з інших іранських мов, насамперед парфянської.
Формування новоперської в Хорасанському регіоні відкрило дорогу нових запозичень з інших іранських (Согдійської, Бактрійської).
Основною складовою іншомовного лексичного фонду в перській мові стали запозичення з арабської — мови завойовників Сасанідського Ірану і їхньої релігії ісламу. Перші арабізми стосувалися насамперед нових політичних та релігійних реалій і входили в розмовну мову, тому зазнавали фонетичної адаптації або калькувалися (наприклад, amīr «повелитель»>  mīr, ṣalāt "молитва (з поклонами) "> namāz). У період ранньої перської поезії арабізмів у мові було небагато. Так в епосі Шахнаме вони зустрічаються з частотою приблизно 2,4 %.
З розвитком арабо-перського білінгвізму і розширенням вжитку перської мови словниковий запас поповнився великою кількістю арабізмів. За приблизними підрахунками арабізми становлять 14 % в лексиці матеріальної культури, 24 % — в інтелектуальній сфері, 40 % у звичайному літературному тексті. Більшість перських арабізмів потенційно можуть бути замінені питомими перськими еквівалентами, що часто й відбувається. З іншого боку, багато щоденних питомих перських слів мають «високі» арабські еквіваленти.
Інша велика складова перської лексики — тюркізми, що проникли насамперед у лексику, пов'язану з армією, побутом, скотарським господарством. Помітний також пласт індоарійської лексики.
У Новий час в західну фарсі активно проникали європейські запозичення, насамперед з французької і англійської мов.

## Писемність

Слово «Фарсі», написане перським письмом

Для запису фарсі в Ірані (як і для дарі в Афганістані) використовується арабський алфавіт, доповнений чотирма літерами для позначення звуків, що відсутні в арабській: пе ( پ ), че ( چ ),ж ( ژ ) і Гаф ( گ ), і містить таким чином 32 знака. Арабський алфавіт був пристосований для запису новоперської мови серед ісламізованих персів після арабського завоювання Ірану під впливом ісламської культури та престижу мови завойовників — арабської.
Система письма носить консонантний характер, послідовно записуються тільки приголосні та довгі (стійкі) голосні. Не зовсім послідовні короткі голосні відображаються лише на початку і кінці слова. Через це на письмі виникає багато омографів, а вірно вимовити написане слово можна найчастіше лише знаючи його, що ускладнює вивчення мови та створює певні труднощі й для самих персів при читанні незнайомих імен, назв або термінів.
Арабське походження зумовило багато особливостей письма. Зокрема, всі арабські запозичення, попри сильну фонетичну адаптацію, записуються відповідно до арабського оригіналу, через це в перській писемності виявилося багато надлишкових літер, що позначають одні й ті самі звуки. Вибір з декількох літер для кожного слова необхідно спеціально запам'ятовувати. Крім того, за період тисячолітнього розвитку в фарсі збереглося декілька історичних написань, що також ускладнює орфографію.
Хоча сучасній письмовій мові притаманні певні традиції, частина норм орфографії вважається застарілими, натомість з'являються нові тенденції в орфографії, проте чітких норм правопису досі не існує, деякі слова мають кілька варіантів написання, деякі прийменники, постфікси, іменні афікси пишуться в одних виданнях разом, в інших окремо.
Характерною особливістю перської мови в Ірані є широке використання шрифту «насталік», який в інших країнах з арабською писемністю вважається архаїчним і вживається дуже рідко. Водночас у Ірані так само широко використовується й стандартний «насх».
Незважаючи на існуючі розробки перської графіки на латинській основі, серйозних спроб перевести перську мову на латиницю не проводилося ні в Ірані, ні в Афганістані, оскільки в цих країнах сильні позиції традиційної культури і вони володіють багатою спадщиною літератури й графіки. Спеціально розроблений варіант латинської транскрипції «Юніперс» витриманий в руслі традиційної західної іраністичної транслітерації, проте він значно програє в поширеності тій адаптації англійської графіки, що поширилася стихійно й жартівливо називається «фінгліш». Цим варіантом адаптації іранці користуються найчастіше закордоном, коли їм недоступна перська розкладка клавіатури. Цей варіант транслітерації відрізняється хаотичністю правил, частим нерозрізненням [æ] та [ɒ:], використанням диграфів, що може привести до омографів, наприклад, sh = š.
У 1928—1939 роках латинізації, а з 1940 р. — кирилізації на території СРСР зазнала таджицька мова — крайній північно-східний варіант фарсі.

### Абетка
| Ізольовано | Початкова | Середня | Кінцева | Назва        | Лат. транслітерація. | МФА            | кир. транслітерація |
| ---------- | --------- | ------- | ------- | ------------ | -------------------- | -------------- | ------------------- |
|            | آ / ا     | ﺎ       | ﺎ       | alef         | ā, a, ʼ              | [ɒ], [æ], [ʔ]  | а, е                |
|            | ﺑ         | ﺒ       | ﺐ       | be           | b                    | [b]            | б                   |
|            | ﭘ         | ﭙ       | پ       | pe           | p                    | [p]            | п                   |
|            | ﺗ         | ﺘ       | ﺖ       | te           | t                    | [t]            | т                   |
|            | ﺛ         | ﺜ       | ﺚ       | se           | s                    | [s]            | с                   |
|            | ﺟ         | ﺠ       | ﺞ       | jim          | j / ǰ                | [ʤ]            | дж                  |
|            | ﭼ         | ﭽ       | چ       | che          | č / ch               | [ʧ]            | ч                   |
|            | ﺣ         | ﺤ       | ﺢ       | hā-ye hotti  | h                    | [h]            | г                   |
|            | ﺧ         | ﺨ       | ﺦ       | khe          | x / kh               | [x]            | х                   |
|            | —         | —       | ﺪ       | dāl          | d                    | [d]            | д                   |
|            | —         | —       | ﺬ       | zāl          | z                    | [z]            | з                   |
|            | —         | —       | ﺮ       | re           | r                    | [ɾ]            | р                   |
|            | —         | —       | ﺰ       | ze           | z                    | [z]            | з                   |
|            | —         | —       | ژ       | zhe          | ž / zh               | [ʒ]            | ж                   |
|            | ﺳ         | ﺴ       | ﺲ       | sin          | s                    | [s]            | с                   |
|            | ﺷ         | ﺸ       | ﺶ       | šin          | š / sh               | [ʃ]            | ш                   |
|            | ﺻ         | ﺼ       | ﺺ       | sād          | s / ş                | [s]            | с                   |
|            | ﺿ         | ﻀ       | ﺾ       | zād          | z                    | [z]            | з                   |
|            | ﻃ         | ﻄ       | ﻂ       | tā           | t                    | [t]            | т                   |
|            | ﻇ         | ﻈ       | ﻆ       | zā           | z / z̧ / ẓ / ẕ        | [z]            | с                   |
|            | ﻋ         | ﻌ       | ﻊ       | eyn          | ʻ / ‘                | [ʔ]            | — , апостроф        |
|            | ﻏ         | ﻐ       | ﻎ       | qeyn         | gh / ġ, q-           | [ɣ], [ɢ-]      | г                   |
|            | ﻓ         | ﻔ       | ﻒ       | fe           | f                    | [f]            | ф                   |
|            | ﻗ         | ﻘ       | ﻖ       | qāf          | gh / ġ, q-           | [ɣ], [ɢ-]      | к                   |
|            | ﮐ         | ﮑ       | ﮏ       | kāf          | k                    | [k]            | к                   |
|            | ﮔ         | ﮕ       | ﮓ       | gāf          | g                    | [g]            | ґ                   |
|            | ﻟ         | ﻠ       | ﻞ       | lām          | l                    | [l]            | л                   |
|            | ﻣ         | ﻤ       | ﻢ       | mim          | m                    | [m]            | м                   |
|            | ﻧ         | ﻨ       | ﻦ       | nun          | n                    | [n]            | н                   |
|            | —         | —       | ﻮ       | vāv          | v, u, [ow]           | [v], [u], [ow] | в, у, оу            |
|            | ﻫ         | ﻬ       | ﻪ       | hā-ye havvaz | h                    | [h]            | г                   |
|            | ﻳ         | ﻴ       | ﯽ       | yā/ye        | y , i, [ey]          | [j], [i], [ej] | й, і, ей            |

Всі літери у слові записують разом, за винятком 7 місячних літер, що не з'єднуються з наступними після себе, тому мають лише два графічних варіанти (ізольований і кінцевий): алеф (ﺍ), дал (ﺩ), зал (ﺫ), ре (ﺭ), зе (ﺯ), же (ژ) та вав (و).
| Українською        | Перською             |
| Привіт!            | !سلام                |
| ------------------ | -------------------- |
| Щасливого Вам дня! | !روز خوب داشته باشید |
| Як справи?         | چه خبر؟              |
| Смачного!          | !نوش جان             |
| Добраніч!          | !شب بخیر             |
| Будь Ласка         | خواهش میکنم          |
| Дякую              | ممنون                |
| Смачно             | خوشمزه               |
| Гарно              | خوشگل                |
| Добре              | خوب                  |
| Кіт                | گربه                 |
| Собака             | سگ                   |
| Птах               | پرنده                |
| Рослина            | گیاه                 |
| Дерево             | درخت                 |
| Квітка             | گل                   |

## Зв'язок з іншими індоєвропейськими мовами
Окрім подібностей індоєвропейських народів культурного плану існує мовна спорідненість, яка і уможливлює об'єднання індоєвропейських мов у єдину сім'ю. Спільні риси у лексиці і граматиці пояснюються спільним походженням цих мов від праіндоєвропейської мови. При порівнянні давніших мовних шарів можна спостерегти більше спільних рис. Споріднені слова можуть також виникати і шляхом запозичень.
У таблиці наведено декілька прикладів, що демонструють спорідненість перської з іншими індоєвропейськими мовами.
| давньоперська  | середньоперська | новоперська           | давньогрецька    | латинська | німецька               | англійська     | українська | шведська               |
| -------------- | --------------- | --------------------- | ---------------- | --------- | ---------------------- | -------------- | ---------- | ---------------------- |
| pitar          | pidar           | pedar перс. پدر       | patēr πατήρ      | pater     | Vater                  | father         | батько     | fa(de)r                |
| mātar          | mād(ar)         | mādar перс. مادر      | mētēr μήτηρ      | mater     | Mutter                 | mother         | мати       | mo(de)r                |
| brātar         | brād(ar)        | barādar перс. برادر   | adelphos ἀδελφός | frater    | Bruder                 | brother        | брат       | bro(de)r               |
| ?              | ducht(ar)       | dochtar перс. دختر    | thygatēr θυγατήρ | filia     | Tochter                | daughter       | дочка      | dotter                 |
| nāman          | nām             | nām перс. نام         | onoma ὄνομα      | nomen     | Name                   | name           | ім'я       | namn                   |
| dadā-tanaiy    | dādan           | dādan перс. دادن      | didōmi δίδωμι    | dare      | geben                  | give           | (дати)     | giva/ge                |
| hischta-tanaiy | awischtadan     | istādan перс. ايستادن | histēmi ἵστημι   | sistere   | sich stellen           | stand          | стати      | ställa sig             |
| manā (mich)    | man (ich, mich) | man (ich) перс. من    | eme ἐμέ          | me        | mich                   | me (ich, mich) | мене       | mig                    |
| pantscha       | pandsch         | pandsch перс. پنج     | pente πέντε      | quinque   | fünf                   | five           | п'ять      | fem                    |
| hafta          | haft            | haft перс. هفت        | hepta ἑπτά       | septem    | sieben                 | seven          | сім        | sju                    |
| utā            | ud              | wa / o перс. و        | kai καί          | et        | und                    | and            | (i)        | och                    |
| rāsta          | rāst            | rāst перс. راست       | orthos ὀρθός     | rectus    | recht, richtig, rechts | right          | (правий)   | rätt, riktig(t), höger |
| yaug           | dschog          | dschok                | skōmma σκῶμμα    | iocus     | Jux                    | joke           | (жарт)     | skämt                  |

## Запозичення з перської мови в українській
Запозичення з перської мови називають іранізмами, хоча сам термін іранізм ширший. Загалом до іранізмів належать запозичення з усіх іранських мов, як давніх (авестійська, давньоперська, скіфська), так і сучасних (перська, таджицька, курдська).
Тарас Марусик, професор Київського національного університету імені Тараса Шевченка, вважає що до іранських мовних запозичень в українській мові належать такі слова, як пан, терези, джура, шаровари. Це пізні запозичення. А Костянтин Тищенко, професор кафедри Близького Сходу при Київському національному університеті ім. Т. Шевченка, зазначає, що є і прадавні запозичення. Наприклад: «дбати — дбайливий», «бачити — обачний», «тривати — тривалий», «жвавий — жвавішати», «почвара — потвора», «кат — катувати» — ось такі запозичення в давні часи, які спільні з білоруською і польською мовою передусім.
З перської мови в українську потрапило не дуже багато лексем. Насамперед це такі запозичення, як баштан, балаган, базар, які прийшли в українську через посередництво тюркських мов.

## Вивчення в Україні
В Україні перську мову почали знову викладати й досліджувати з часу набуття незалежності. Тоді за участю учня академіка А. Кримського, видатного сходознавця Омеляна Пріцака створено Інститут сходознавства, якому надали ім'я Агатангела Кримського, з філією в Сімферополі, а в Київському університеті відкрили Відділення сходознавства для підготовки знавців східних мов. Східні мови, окрім Києва і Львова, викладають тепер у Харкові, Одесі, Дніпрі, Краматорську, Острозі, Луганську і в Сімферополі.
7 листопада 2002 року при Інституті філології Київського університету засновано Центр іраністики.
Зараз курси перської мови викладають у таких вишах:
- Харківський Інститут сходознавства і міжнародних відносин «Харківський колегіум» (Гнатишин Тарас Романович)
- Центр іраністики при Кафедрі Близького Сходу Київського національного університету імені Тараса Шевченка (Маленька Тетяна Федорівна);
- Факультет сходознавства, Київський національний лінгвістичний університет;
- Кафедра сходознавства Львівського національного університету імені Івана Франка (Рибалкін Валерій Сергійович);
- Харківський національний педагогічний університет імені Григорія Сковороди.
- Таврійський національний університет імені В. І. Вернадського, Інститут філології та журналістики, кафедра зарубіжної філології, який переїхав до Києва з Сімферополя у 2015 році.